# Ивашина, Иван Вакулович
Иван Вакулович Ивашина (Ивашин) (11 октября 1919, Василевка, Екатеринославская губерния — 11 ноября 2019) — младший лейтенант Рабоче-крестьянской Красной Армии, участник Великой Отечественной войны, Герой Советского Союза (1944).

## Биография
Родился 11 октября 1919 года в селе Васильевка (ныне — Верхнеднепровский район Днепропетровской области Украины). Окончил семь классов школы и школу фабрично-заводского ученичества, некоторое время учился в Криворожском геологоразведочном техникуме.
В 1939 году был призван на службу в Рабоче-крестьянскую Красную Армию. С июня 1941 года — на фронтах Великой Отечественной войны. К октябрю 1943 года сержант Иван Ивашина командовал орудием 911-го артиллерийского полка 340-й стрелковой дивизии 38-й армии Воронежского фронта. Отличился во время битвы за Днепр.
В период с 29 сентября по 2 октября 1943 года участвовал в боях на плацдарме на западном берегу Днепра в районе села Новые Петровцы Вышгородского района Киевской области Украинской ССР. Его действия способствовали успешным действиям пехотных частей.
Указом Президиума Верховного Совета СССР «О присвоении звания Героя Советского Союза генералам, офицерскому, сержантскому и рядовому составу Красной Армии» от 10 января 1944 года за «образцовое выполнение боевых заданий командования на фронте борьбы с немецко-фашистскими захватчиками и проявленные при этом отвагу и геройство» был удостоен высокого звания Героя Советского Союза с вручением ордена Ленина и медали «Золотая Звезда» за номером 1779.
В 1945 году окончил Киевское артиллерийское училище. В том же году он был уволен в запас. Проживал в Киеве. В 1953 году окончил Киевский педагогический институт, после чего работал воспитателем профессионально-технического училища № 21.
Был также награждён орденом Отечественной войны 1-й степени и рядом медалей.